# Хасимото Гахо
Хасимото Гахо (яп. 橋本雅邦 хасимото гахо:, 21 августа 1835 года, Токио — 13 января 1908 года, там же) — японский художник, один из последних представителей школы Кано. Является одним из создателей художественного стиля нихонга. Собственное имя — Масакуни (яп. 雅邦), псевдонимы — Гахо, Коккисай (яп. 克己齋), Сёэн (яп. 勝園 сё:эн), Суйгэцу Гасэй (яп. 酔月画生) и Тогансай (яп. 十雁齋).

## Жизнь и творчество
Хасимото был сыном художника Хасимото Сэйэн Осакуни, служившего живописцем при роде Мацудайра из замка Кавагоэ. Отец также преподал ему первые навыки рисунка. В 1847 году Хасимото становится учеником Сёсэнъина Таданобу (яп. 狩野雅信, 1823–1880), руководителя школы Кобикитё (яп. 木挽町). Через 10 лет Хасимото сам становится директором художественной школы; этот пост ранее занимал его старший товарищ Кано Хогай.
В период реставрации Мейдзи (около 1868 года) в Японии падает интерес к традиционному искусству, культивировавшемуся в стране. В этот период художник зарабатывает на жизнь изготовлением морских карт для флота и преподаванием картографии в военно-морском училище. В конце 1870-х и в 1880-е годы, тем не менее, в Японии вновь входит в моду стиль Кано. Хасимото получает призы на Первой и Второй выставке министерства индустрии и торговли, становится широко известным в творческих кругах страны. Хасимото и его друг Хогай сотрудничали с Эрнестом Феноллозой и Окакурой Какудзо в создании в 1885 году Общества любителей живописи Канга-кай (яп. 観画会). В 1888 году Окакура назначает Хасимото преподавателем в Токийский университет искусств на отделение традиционного искусства. В 1890 году он был в числе первых художников, ставших императорскими придворными художниками. После того, как Окакура в 1898 году оставляет пост директора академии, Хасимото также покидает её, и вместе с такими мастерами, как Ёкояма Тайкан, Каваи Гёкудо, Симомура Канзан, Хисида Сунсё и другими основывает Японский художественный институт, где разрабатывает новые для японской живописи положения по отображению перспективы на полотнах и игры светотени.

## Галерея

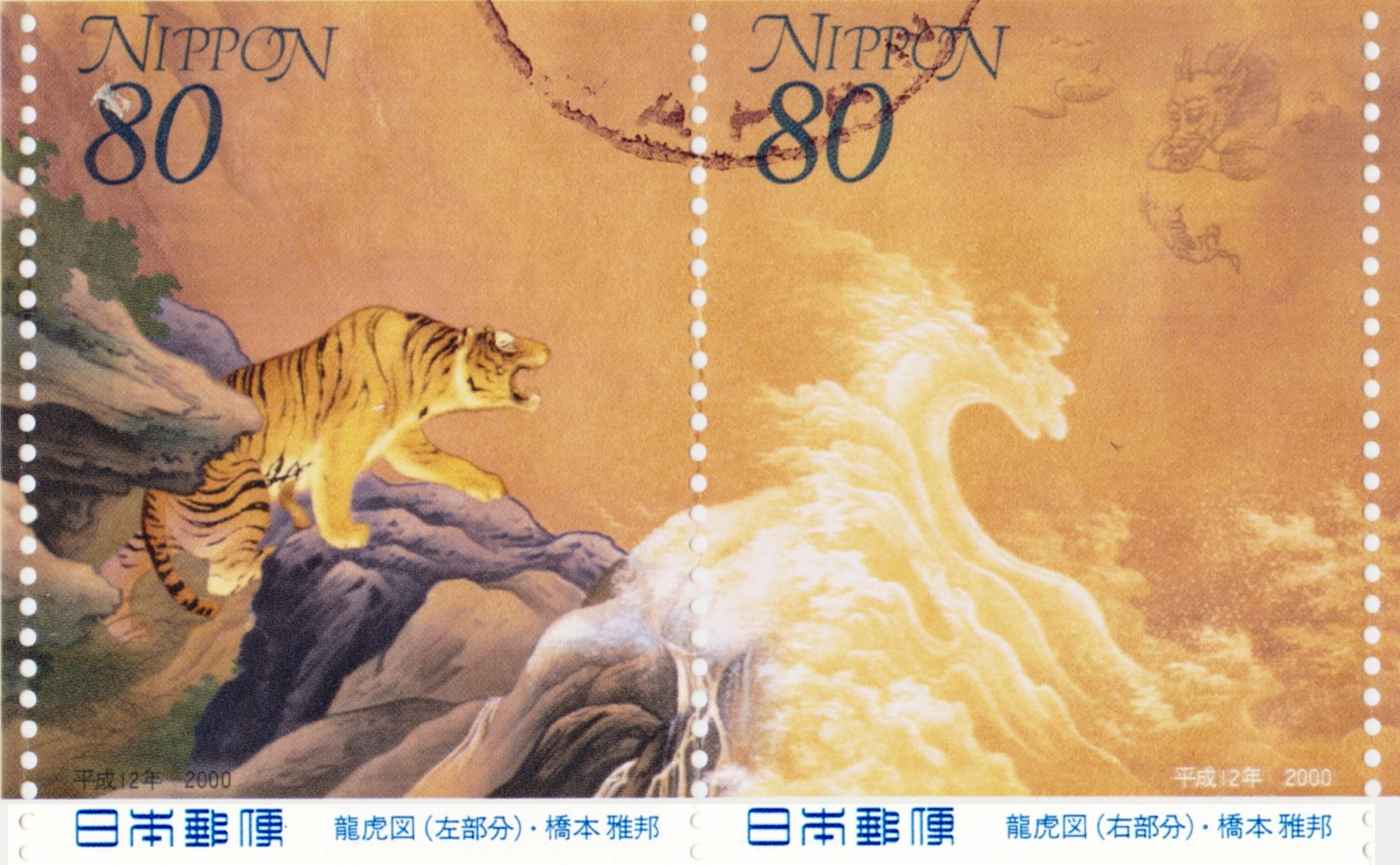
Тигр и дракон
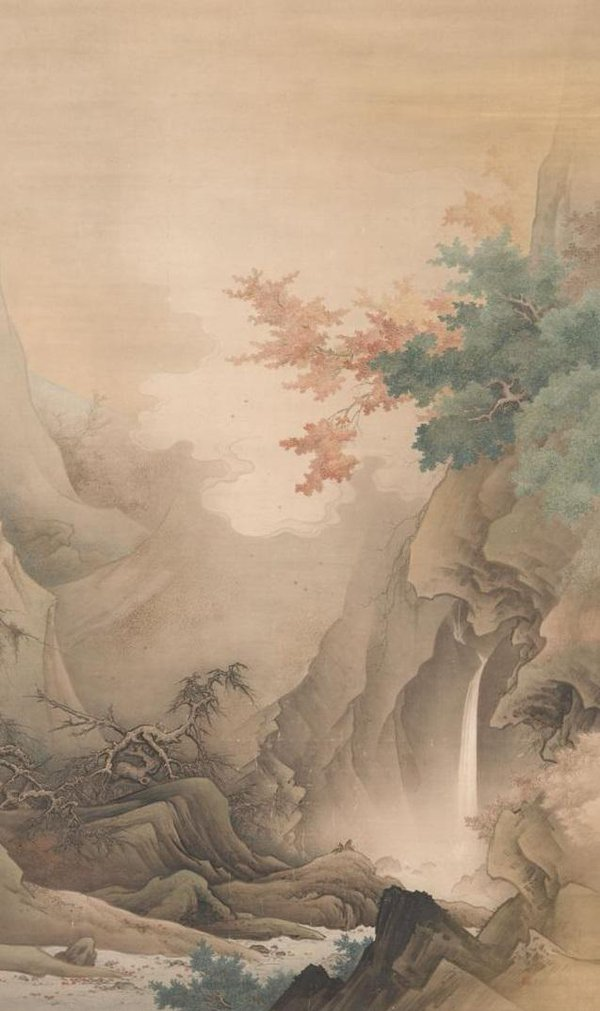
Пейзаж
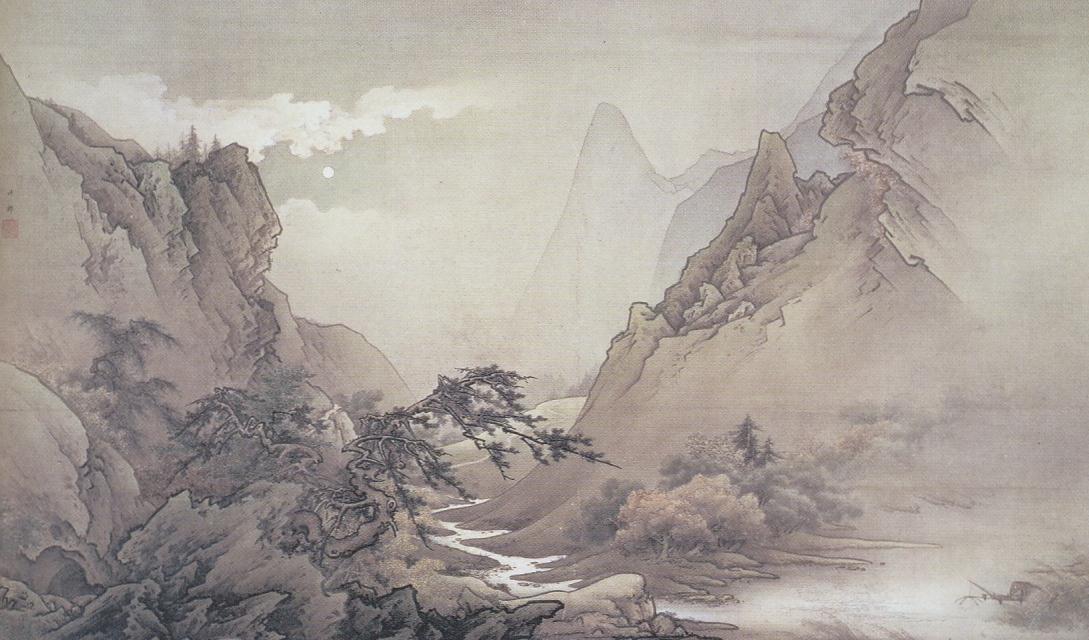
Лунный пейзаж
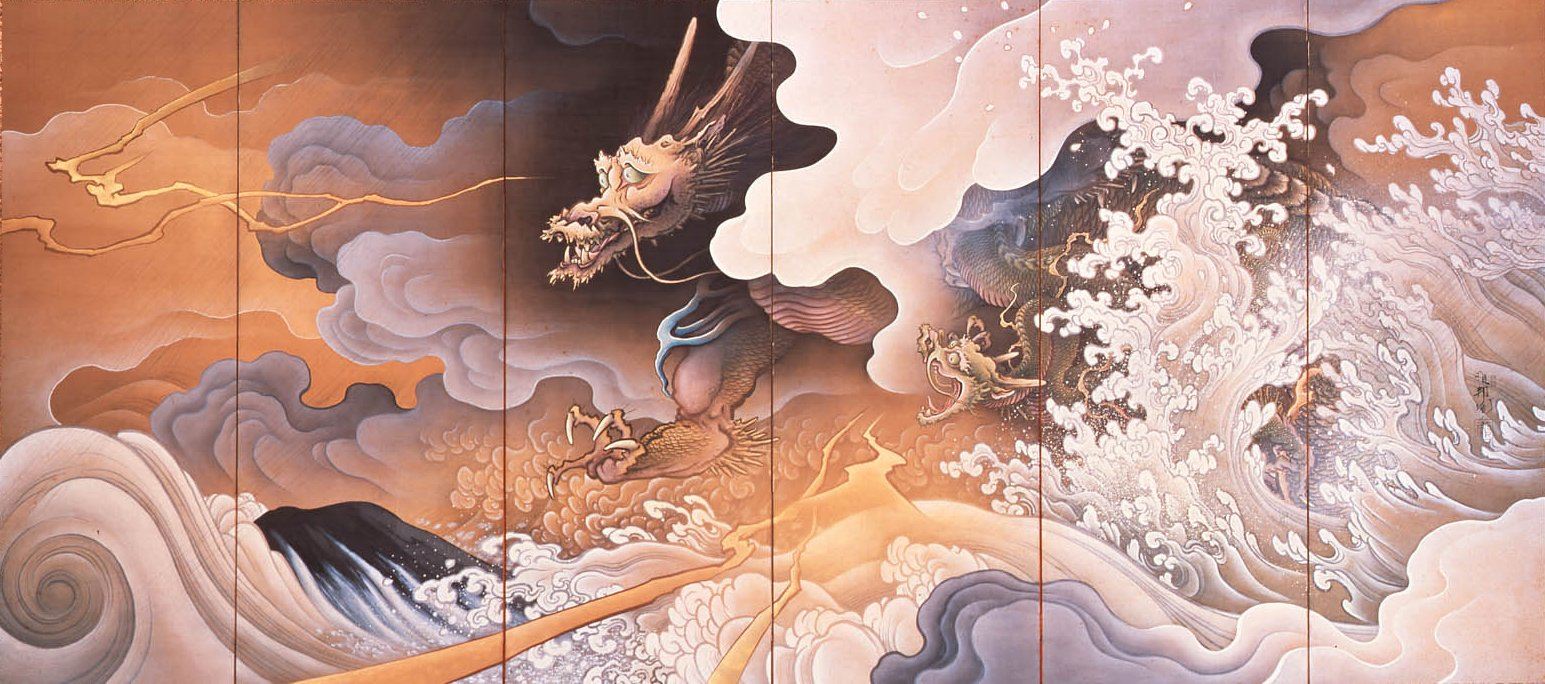
Дракон
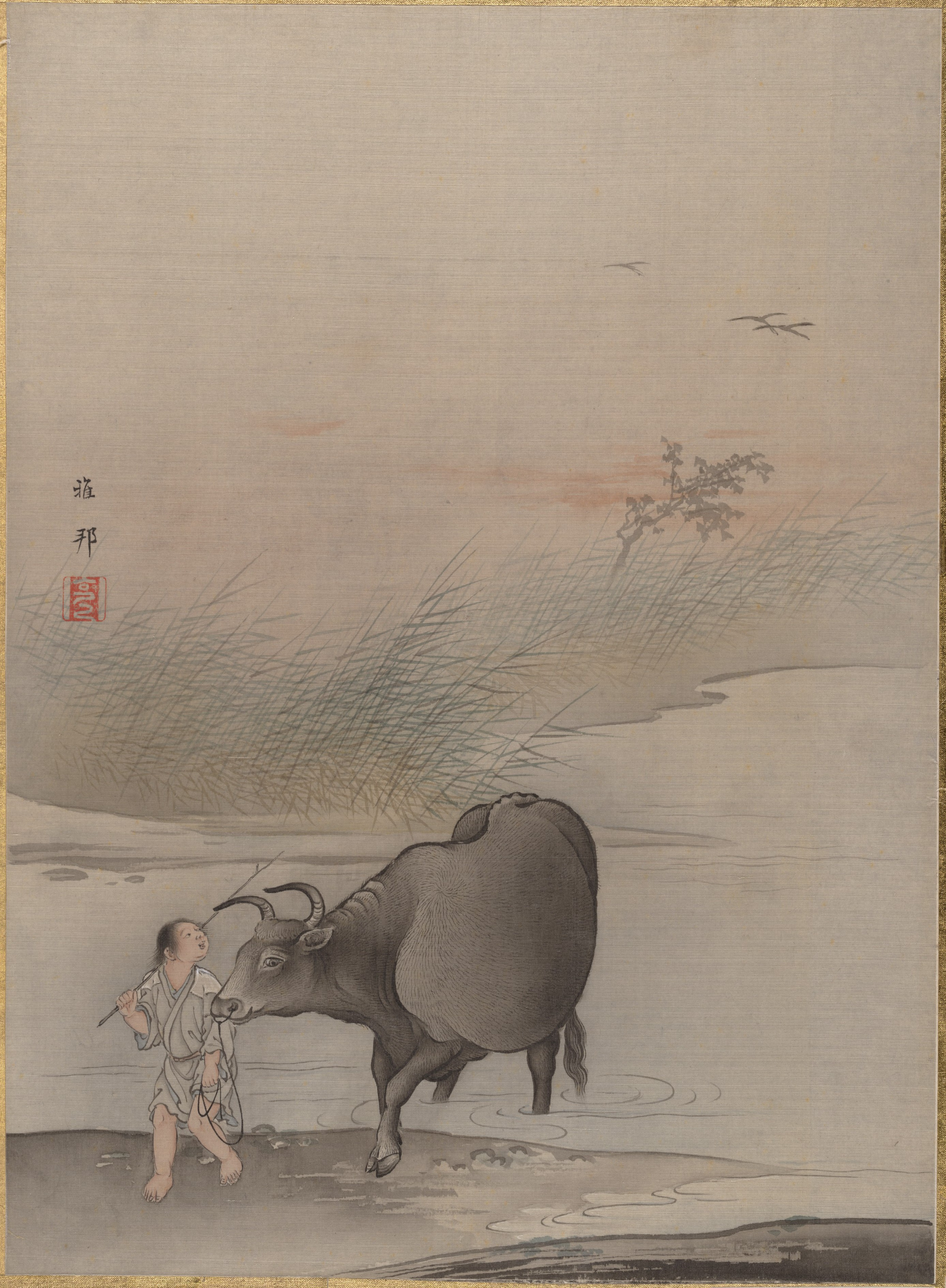
Крестьянин и буйвол (1885-1889)
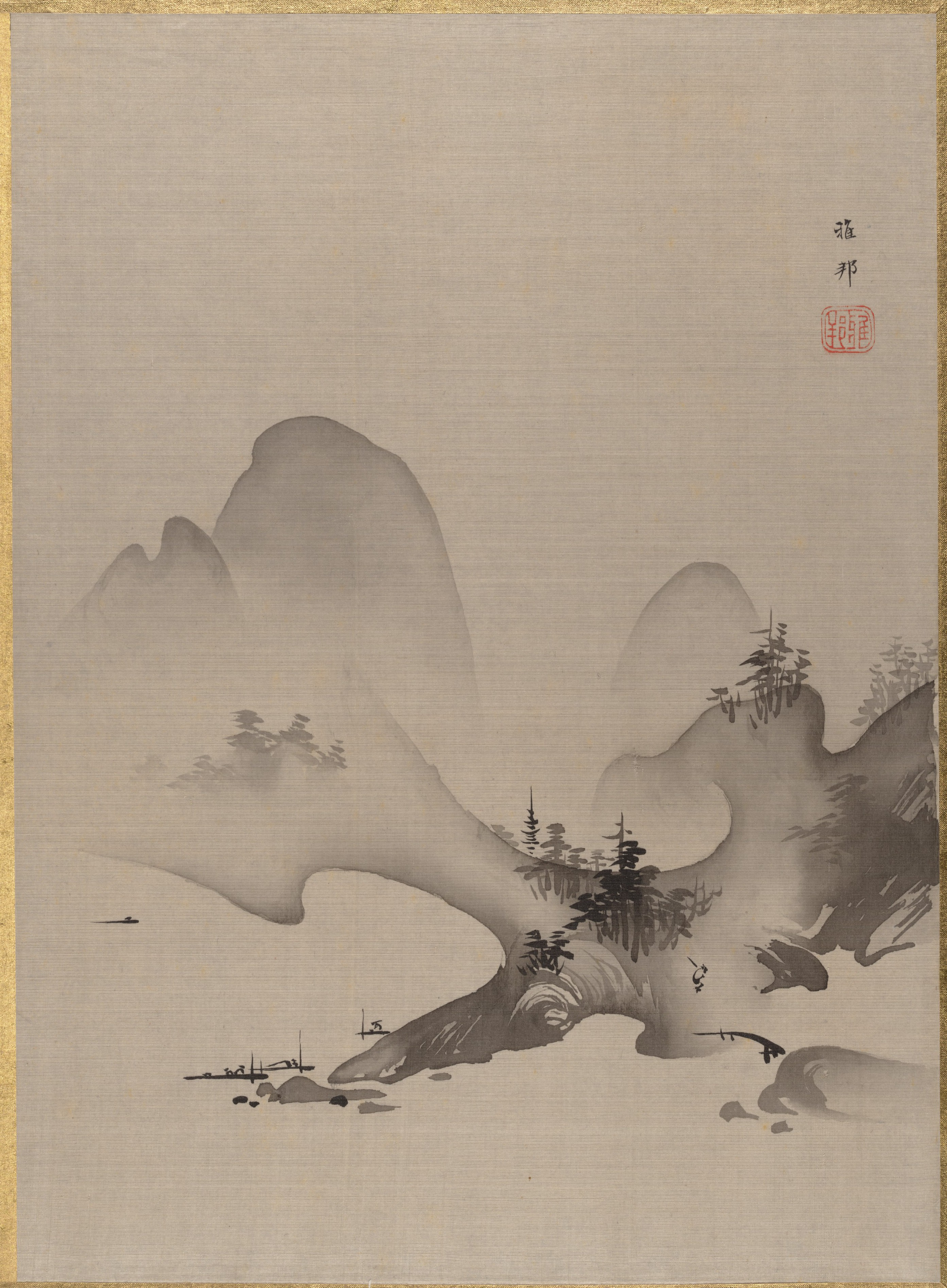
Горные склоны (1885-1889)